# 付继恩
付继恩（1971年4月—），男，汉族，河南濮阳人，中国杂技活动家，现任河南省杂技集团有限公司董事长，中国杂技家协会副主席。